# Jakub Chlebowski
Jakub Chlebowski właściwe Frydman (ur. 3 maja 1905 w Liwenhof na Łotwie, zm. 25 stycznia 1969 w Izraelu) – polski lekarz internista pochodzenia żydowskiego, naukowiec, pedagog, publicysta, społecznik, rektor i prorektor Akademii Medycznej w Białymstoku. Doctor honoris causa Uniwersytetu w Montpellier we Francji. Autor kilkudziesięciu prac naukowych i trzech podręczników medycznych, członek Ogólnopolskiego Komitetu Frontu Jedności Narodu w 1958 roku.

## Życiorys
Był synem Szymona Frydmana – nauczyciela – i Marii Gicel. Jego brat Czesław Nowiński (Sawa Frydman) został wiceministrem aprowizacji i handlu, a później rektorem Szkoły Głównej Planowania i Statystyki. Absolwent Uniwersytetu Stefana Batorego w Wilnie z 1929. Zatrudniony został na etacie asystenta w I Klinice Chorób Wewnętrznych USB (1929-1934), gdzie pracował pod kierunkiem prof. Zenona Orłowskiego. Od 1934 roku pełnił funkcję ordynatora Oddziału Chorób Wewnętrznych Kliniki Chorób Wewnętrznych w Wilnie. W czasie II wojny światowej został aresztowany przez sowietów i zesłany na w głąb ZSRR, przebywał w Komi i Krasnodarze. Do kraju powrócił w 1945, wraz ze sformowaną w ZSRR, 1 Armią WP. 
Od 30 kwietnia 1945 rozpoczął pracę na stanowisku szefa Oddziału Wewnętrznego Szpitala Okręgowego nr 5 Wojska Polskiego w Krakowie (do 27 marca 1947). W tym czasie podjął również decyzję o zmianie nazwiska z Frydman na Chlebowski. Następnie przeniósł się do Łodzi, gdzie pełnił funkcję szefa oddziału Wewnętrznego Szpitala Klinicznego WP do 3 grudnia 1947. Habilitował się w 25 czerwca 1948 na AM w Łodzi. W 1954 uzyskał tytuł profesorski. Od 1951 był współorganizatorem i uczestnikiem odbudowy AM w Białymstoku, a także kierownikiem II Kliniki Chorób Wewnętrznych AM w Białymstoku. Wstawił się za jedną ze swoich studentek, usuniętą z uczelni w 1953 na wniosek komisji dyscyplinarnej za zatajenie przynależności do podziemia antyhitlerowskiego. Podczas obrad komisji odwoławczej jako jedyny stanął w obronie studentki, dzięki czemu zachowała ona prawa studenckie. W latach 1957–1959 piastował funkcję prorektora uczelni, a w latach 1959-1962 jej rektora. 
Usunięty z uczelni na fali „wydarzeń marcowych”. 22 kwietnia 1968 odbyło się otwarte zebranie organizacji partyjnej, w którym uczestniczyli wszyscy pracownicy i studenci uczelni. W dokumentacji AM w Białymstoku znajduje się pismo Komitetu Uczelnianego PZPR z dnia 23 kwietnia 1968, o następującej treści:

Komitet uczelniany Polskiej Zjednoczonej Partii Robotniczej przy Akademii Medycznej w Białymstoku po rozpatrzeniu sprawy w dniu 22 kwietnia 1968 roku stawia wniosek do obywatela ministra zdrowia przez jego magnificencje rektora tutejszej uczelni o odwołanie profesora doktora Jakuba Chlebowskiego ze stanowiska kierownika II Kliniki Chorób Wewnętrznych Akademii Medycznej w Białymstoku ze względu na wrogą postawę do Polskiej Rzeczypospolitej Ludowej i Związku Radzieckiego.

11 październiku 1968 roku wyjechał z rodziną do Izraela. W Tel Awiwie został zatrudniony w Klinice Endokrynologicznej uniwersyteckiego szpitala Beilinson. 25 stycznia 1969 roku zginął w wypadku samochodowym. Został pochowany na cmentarzu w dzielnicy Cholon w Tel Awiwie.
W 1990 władze AM w Białymstoku podjęły działania na rzecz uczczenia pamięci Chlebowskiego. Senat uczelniany jednogłośnie przyjął uchwałę o potępieniu decyzji usunięcia profesora z uczelni. Sali wykładowej w Państwowym Szpitalu Klinicznym nadano imię prof. dr. Jakuba Chlebowskiego, a przed wejściem do niej została wmurowana tablica upamiętniająca patrona. W 1996 odbyło się uroczyste posiedzenie Białostockiego Oddziału Towarzystwa Internistów Polskich poświęcone osobie prof. Chlebowskiego. Od 2005 na Akademii Medycznej w Białymstoku jest przyznawana nagroda im. Prof. Jakuba Chlebowskiego, dla najlepszego studenta Wydziału Lekarskiego, której fundatorką jest córka profesora dr Irena Chlebowska-Bennett, z zawodu okulistka.  

## Odznaczenia
- Order Odrodzenia Polski

## Wybrana bibliografia autorska
- O chorobach narządu krążenia, podręcznik z 1953
- Podstawowe wiadomości z dietetyki, podręcznik z 1952
- Zarys nauki o chorobach wewnętrznych, podręcznik z 1956